# Snowboard al XIV Festival olimpico invernale della gioventù europea
Le competizioni di snowboard al XIV Festival olimpico invernale della gioventù europea si sono svolte dall'11 al 14 febbraio 2019 a Bjelašnica, in Bosnia ed Erzegovina.

## Programma
| Data        | Ora (UTC+1) | Evento               |
| ----------- | ----------- | -------------------- |
| 11 febbraio | 10:00       | Slopestyle - Ragazzi |
| 12 febbraio | 09:30 12:30 | Slopestyle - Ragazzi |
| 12 febbraio | 10:50 12:30 | Slopestyle - Ragazze |
| 14 febbraio | 09:30 13:00 | Big air - Ragazzi    |
| 14 febbraio | 11:00 13:00 | Big air - Ragazze    |

### Ragazzi
| Evento                | Oro         | Punti  | Argento            | Punti  | Bronzo        | Punti  |
| Slopestyle (dettagli) | Nick Pünter | 91.25  | Jules De Sloover   | 88.50  | Sebastian Vik | 86.00  |
| Big air (dettagli)    | Nick Pünter | 184.25 | Motiejus Morauskas | 183.00 | Gabriel Adams | 169.25 |

### Ragazze
| Evento                | Oro           | Punti  | Argento       | Punti  | Bronzo              | Punti  |
| Slopestyle (dettagli) | Annika Morgan | 90.25  | Eveliina Taka | 87.50  | Marie Kreisingerová | 78.75  |
| Big air (dettagli)    | Bianca Gisler | 167.00 | Lena Müller   | 155.75 | Stine Espeli Olsen  | 118.75 |

## Medagliere
| Pos.   | Paese         | Oro | Argento | Bronzo | Totale |
| ------ | ------------- | --- | ------- | ------ | ------ |
| 1.     | Svizzera      | 3   | 1       | 0      | 4      |
| 2.     | Germania      | 1   | 0       | 0      | 1      |
| 3.     | Belgio        | 0   | 1       | 0      | 1      |
| 3.     | Finlandia     | 0   | 1       | 0      | 1      |
| 3.     | Lituania      | 0   | 1       | 0      | 1      |
| 6.     | Norvegia      | 0   | 0       | 2      | 2      |
| 7.     | Rep. Ceca     | 0   | 0       | 1      | 1      |
| 7.     | Gran Bretagna | 0   | 0       | 1      | 1      |
| Totale | Totale        | 4   | 4       | 4      | 12     |